# أدهم العبودي
أدهم العبودي كاتب وروائي وصحفي ومحام مصري، وُلد في السابع عشر من أكتوبر عام 1981 بمحافظة الأقصر في صعيد مصر، وتخرج من كلية الحقوق بجامعة أسيوط عام 2003، ثم عمل محاميًا بالاستئناف العالي ومجلس الدولة ومستشارا للتحكيم الدولي. نشرت العديد من أعماله القصصيّة والروائيّة في الصحف والدوريات العربيّة، كما كتب المقالات لعدد من الصحف والمجلات والصحف الإلكترونية المصرية والعربية، ومنها صحيفة الأهرام، وصحيفة الوطن، وصحيفة القاهرة، ومجلة الثقافة الجديدة، ومجلة الإذاعة والتليفزيون، وصحيفة الرافد، ومجلة البحرين الثقافية، وجريدة أخبار الأدب، ومجلة الكلمة، وموقع كتب وكتاب، وموقع بتانة، وجريدة الوفد، وجريدة الدستور. تُرجمت بعض رواياته إلى عدد من اللغات الأجنبية من بينها الفارسية، والهندية، والإنجليزية، دُرّست روايته «الخاتن» على طلاب المعهد العالي للسينما بمصر، وهو عضو مؤسس بنادي القصة بالأقصر، وعضو مؤسس باتحاد المثقفين المصريين، وعضو باتحاد كتاب مصر، ومقرر لجنة القصة بالاتحاد، وعضو باتحاد المحامين العرب، كما أشرف على العديد من ورش الكتابة بمصر.

## مؤلفاته
ألف أدهم العبودي العديد من المؤلفات التي تنوعت ما بين الروايات، والمجموعات القصصية، ومنها:
- جلباب النبي (مجموعة قصصية): صدرت عام 2011 عن دار وعد للنشر والتوزيع بالقاهرة، وتضم المجموعة 14 قصة قصيرة حملت عناويناً مثل «جرم صغير»، و.[2]
- باب العبد (رواية): صدرت عام 2012 عن دائرة الثقافة والإعلام بالشارقة.[3]
- متاهة الأولياء (رواية): صدرت عام 2013 عن دار الأدهم للنشر والتوزيع بالقاهرة.[4][5]
- الطّيبيّون (رواية): صدرت عام 2014 عن دار الربيع العربي للنشر والتوزيع بالقاهرة.[6][7]
- خطايا الآلهة (رواية): صدرت عام 2015 عن دار الربيع العربي والتوزيع بالقاهرة.[8][9]
- الخاتن (رواية): صدرت عام 2016 عن دار مصر العربية للنشر والتوزيع - أطياف بالقاهرة.[10][11]
- نوستالجيا 80 (مقالات ساخرة): صدرت عام 2017 عن دار المصري للنشر والتوزيع بالقاهرة.[12]
- حارس العشق الإلهي (رواية): صدرت عام 2017 عن دار المصري للنشر والتوزيع بالقاهرة.[13][14]
- بينما نموت (رواية): صدرت عام 2018 عن دار أجيال للنشر والتوزيع بالقاهرة.[15][16]
- قلبي ومفتاحه (رواية): صدرت عام ٢٠١٩ عن منشورات إيبيدي.
- ما لم تروه ريحانة (رواية): صدرت عام 2020 عن دار ايبيدي بوك داتا للنشر والتوزيع بالقاهرة.[17][18]
- معشر الجن (رواية): صدرت عام 2020 عن دار الرسم بالكلمات للنشر والتوزيع بالقاهرة.[19]
- حكايات الروب الأسود: صدرت عام 2021 خلال فعاليات معرض زايد للكتاب، والذي أقيم في مدينة السادس من أكتوبر في الفترة ما بين 1 أبريل وحتى 12 أبريل عام 2021.[20][21]
- سيرة المجاذيب (رواية): صدرت عام 2021 عن دار معجم للنشر والتوزيع بالقاهرة خلال معرض القاهرة الدولي للكتاب.[22][23]

رواه الترمذي «رواية» ٢٠٢٢

## التكريمات والجوائز
حظي أدهم العبودي بتكريم العديد من الجهات المحلية والعربية، كما تصدرت رواياته قوائم الأعلى مبيعًا عربيًا، مثل رواية: الطّيبيّون، وحارس العشق الإلهي، وما لم تروه ريحانة، ومتاهة الأولياء، كما حصل على العديد من الجوائز الأدبية، ومنها:
- جائزة إحسان عبد القدوس للمركز الثالث في القصة القصيرة عام 2011 عن قصته «النجس».[24]
- جائزة الشارقة للإبداع العربي في الرواية عام 2012، والمقدمة من دائرة الثقافة والإعلام بإمارة الشارقة عن روايته «باب العبد».[25]
- تنويه جائزة دبي الثقافية في الرواية عام 2015.
- جائزة اتحاد كتاب مصر في الرواية عام ٢٠١٥.
- جائزة راشد بن حمد الشرقي للإبداع القائمة القصيرة ٢٠٢٠.
- تكريم مؤتمر أدباء مصر كشخصية عامة ٢٠١٩ بترشيح من وزارة الثقافة المصرية.
- تكريم مؤتمر أدباء مصر كشخصية عامة ٢٠١٢ والذي شارك فيه ممثلًا عن أدباء مدينة الأقصر.
- تكريم مؤتمر أدباء مصر الإقليمي بأسوان كشخصية عامة ٢٠١٦.

## دراسات ومقالات نقدية
كتب الدكتور شاكر عبد الحميد مقالة نقدية بعنوان «غربان وملائكة في رواية الخاتن لأدهم العبودي»، نُشرت في العدد 808 من جريدة القاهرة، وأعد الدكتور صالح جديد دراسة نقدية بعنوان «الوصف في الرواية العربية الحديثة، رواية متاهة الأولياء لأدهم العبودي أنموذجًا» نُشرت في دورية مجلة جامعة المسيلة بالجزائر، كما كتب العديد من النقاد والأدباء مقالات نقدية عن أعمال أدهم العبودي القصصية والروائية، ومنهم بهاء طاهر، وأمير تاج السّر، ود. ضياء الدين الكعبي، نبيل سليمان، د. حمدي النورج، وأشرف البولاقي، وإيهاب الملّاح، ومحمود الضبع، وعبد الرحمن الأبنودي، وأشرف الخمايسي، وشريف الجيّار، ود. عمار علي حسن، ود. منير عتيبة، ووائل النجمي، ومصطفى القاضي، وأسامة حبشي، وإبراهيم عبد المجيد، ومحسن يونس، وعمرو العزالي، وغيرهم.
كما منحت جامعة جنوب الوادي درجة الماجستير لاثنين من الباحثين في مجال الأدب، عن رسائل تضمّنت دراستين نقديتين لاثنين من رواياته، الأولى هي «باب العبد»، والثانية رواية «متاهة الأولياء». كما حيز عن رواياته رسائل ماجستير ودكتوراه في الجامعات العربية منها جامعة المسيلة وجامعة بجاية بالجزائر.

## جدل حول أعماله
أثارت مجموعة أدهم العبودي القصصية التي صدرت عام 2011 بعنوان «جلباب النبي» جدلًا واسعًا في الأوساط المسيحيّة في مصر، وطالب عدد من رجال الكنيسة بالأقصر المؤلف بحذف إحدى قصص المجموعة، إذ احتوت المجموعة على قصة بعنوان «جرم صغير»، والتي تحكي عن معلمة مسيحية ترتبط بعلاقة حب مع ناظر المدرس وتتعرض للتحرش على يد طالب مسلم، مما يدفع ناظر المدرسة لعقاب الطالب المتحرش عقابًا قاسيًا جدا بحبسه في منطقة مسكونة بالجن، وهو الأمر الذي يدفع المعلمة في النهاية للتعاطف مع الطالب المتحرش. كما أثارت روايته الطّيبيّون جدلًا بوصفها تسيء للتاريخ الفرعوني.
وأثارت روايته ما لم تروه ريحانة جدلًا حيث اتّهمها بعض الشّيعة بالإساءة إليهم.